# Grindelior
Grindelior (Grindelia) är ett släkte av korgblommiga växter. Grindelior ingår i familjen korgblommiga växter.

## Bildgalleri

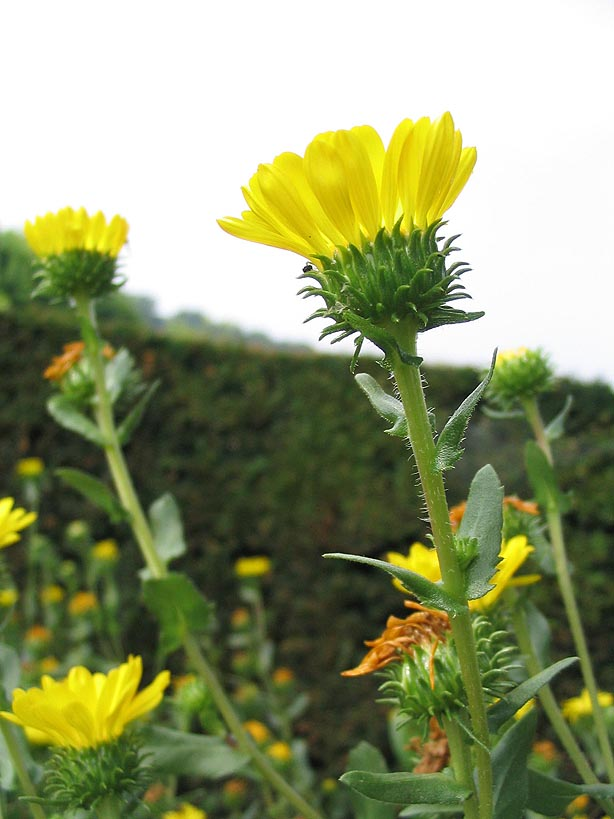
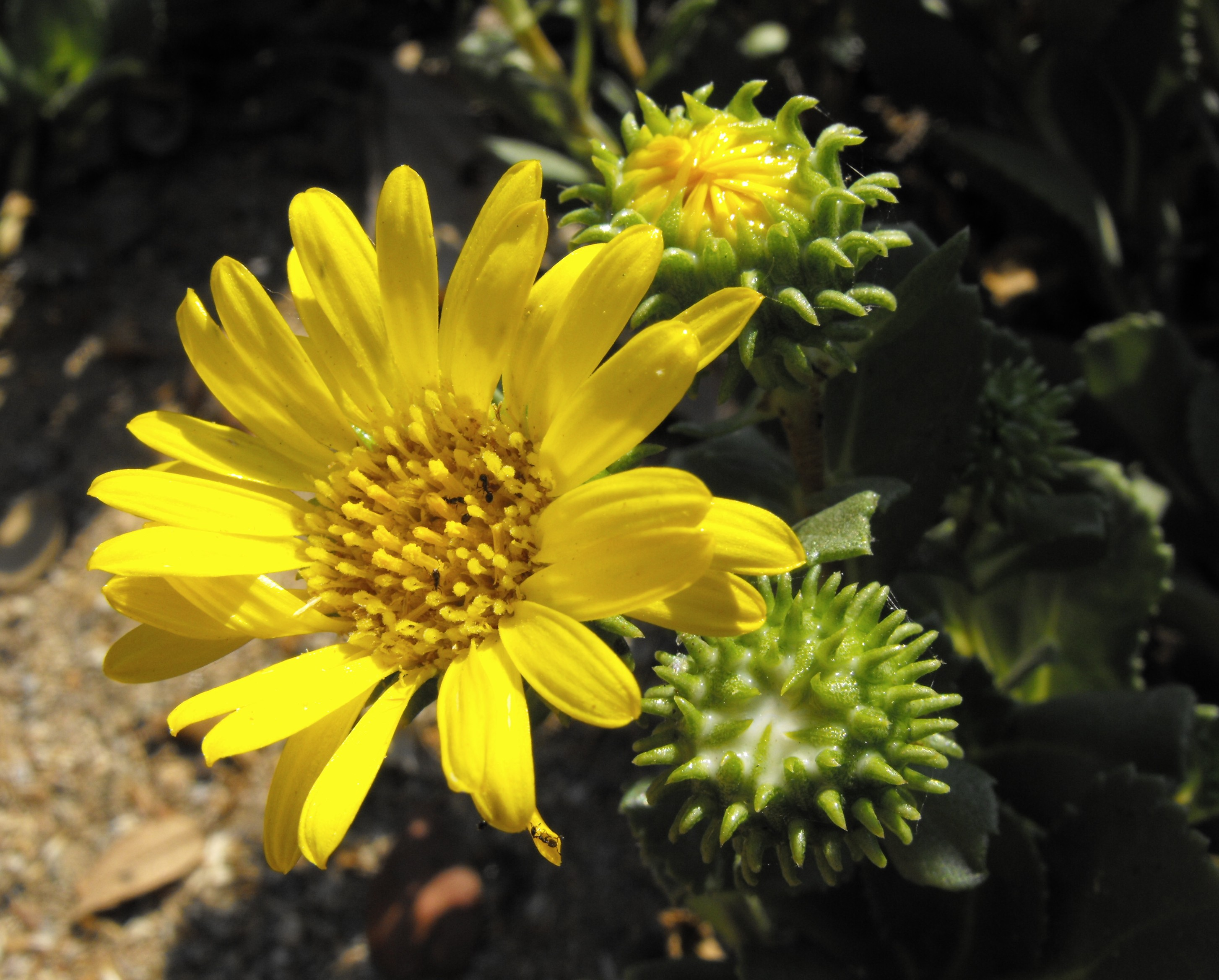

## Dottertaxa till Grindelior, i alfabetisk ordning[1]
- Grindelia adenodonta
- Grindelia aegialitis
- Grindelia aggregata
- Grindelia andina
- Grindelia anethifolia
- Grindelia arizonica
- Grindelia boliviana
- Grindelia brachystephana
- Grindelia buphthalmoides
- Grindelia cabrerae
- Grindelia chacoensis
- Grindelia chiloensis
- Grindelia ciliata
- Grindelia confusa
- Grindelia coronensis
- Grindelia covasii
- Grindelia decumbens
- Grindelia eligulata
- Grindelia fruticosa
- Grindelia globularifolia
- Grindelia glutinosa
- Grindelia grandiflora
- Grindelia greenmanii
- Grindelia havardii
- Grindelia hintoniorum
- Grindelia hirsutula
- Grindelia integrifolia
- Grindelia inuloides
- Grindelia lanceolata
- Grindelia linearifolia
- Grindelia macvaughii
- Grindelia mendocina
- Grindelia microcephala
- Grindelia nelsonii
- Grindelia nuda
- Grindelia oaxacana
- Grindelia obovatifolia
- Grindelia orientalis
- Grindelia oxylepis
- Grindelia palmeri
- Grindelia patagonica
- Grindelia prostrata
- Grindelia prunelloides
- Grindelia puberula
- Grindelia pulchella
- Grindelia pusilla
- Grindelia pygmaea
- Grindelia ragonesei
- Grindelia robinsonii
- Grindelia robusta
- Grindelia rupestris
- Grindelia scabra
- Grindelia scorzonerifolia
- Grindelia squarrosa
- Grindelia subalpina
- Grindelia subdecurrens
- Grindelia sublanuginosa
- Grindelia tarapacana
- Grindelia tenella
- Grindelia turneri
- Grindelia ventanensis
- Grindelia vetimontis
- Grindelia villarrealii